# São Paulo Open Tennis
Il São Paulo Open Tennis, noto anche come Dove Men+Care Challenger São Paulo per ragioni di sponsorizzazione, è un torneo di tennis professionistico che si tiene a São Paulo in Brasile dal 2020. L'evento fa parte dell'ATP Challenger Tour nella categoria Challenger 80 con un montepremi di 52 080 $. Si gioca sui campi in terra rossa del Clube Hípico de Santo Amaro. Ha preso il nome Dove Men+Care Challenger São Paulo in occasione della seconda edizione, quando è stato inserito nel nuovo circuito Legión Sudamericana creato per aiutare lo sviluppo professionale dei tennisti sudamericani.

## Albo d'oro

### Singolare
| Anno | Campione              | Finalista                | Punteggio   |
| ---- | --------------------- | ------------------------ | ----------- |
| 2021 | Juan Pablo Ficovich   | Luciano Darderi          | 6–3, 7–5    |
| 2020 | Felipe Meligeni Alves | Frederico Ferreira Silva | 6–2, 7–6(1) |

### Doppio
| Anno | Campioni                                  | Finalisti                               | Punteggio |
| ---- | ----------------------------------------- | --------------------------------------- | --------- |
| 2021 | Nicolás Barrientos Alejandro Gómez        | Rafael Matos Felipe Meligeni Alves      | walkover  |
| 2020 | Luis David Martínez Felipe Meligeni Alves | Rogério Dutra da Silva Fernando Romboli | 6–3, 6–3  |